# Medaglia per la difesa di Sebastopoli (1855)
La Medaglia per la difesa di Sebastopoli (in russo: Медаль «За защиту Севастополя») è una medaglia commemorativa attribuita dall'impero russo a quanti avessero preso parte all'Assedio di Sebastopoli (1854-1855) nell'ambito della Guerra di Crimea.

## Storia
La medaglia venne istituita dallo zar Alessandro II di Russia per ricompensare quanti avessero preso parte a quella che si rivelò poi essere l'ultima fase della guerra caucasica.

## Concessioni
La medaglia venne assegnata:
- A tutto il personale militare componente la guarnigione di stanza a Sebastopoli durante la difesa: generali, ufficiali, gradi inferiori, combattenti e non;
- A tutte le persone che rimasero anche temporaneamente in servizio a Sebastopoli durante il periodo delle ostilità;
- Ai residenti della città che presero parte alla battaglie;
- Alle donne che avevano lavorato negli ospedali o prestavano altri servizi;
- Ai marinai che parteciparono alla difesa (dal 5 dicembre 1855);
- A coloro che presero parte ai combattimenti svoltisi sul lato meridionale della città di Sebastopoli (dal 16 marzo 1856).

## La medaglia
La medaglia, in argento, aveva il diametro di 28 mm. La parte frontale raffigurava i monogrammi degli zar Nicola I e Alessandro II sormontati ciascuno dalla corona imperiale. Sul rovescio, la medaglia presentava un bordo a cerchio con l'iscrizione in cirillico: "PER LA DIFESA DI SEBASTOPOLI" intervallato con l'Occhio della Provvidenza. Al centro si trovava l'iscrizione "DAL 13 SETTEMBRE/1854/AL 28 AGOSTO/1855".
Vennero coniate in tutto 253.000 medaglie dalla zecca di San Pietroburgo. Altre vennero stampate con alcune piccole varianti da officine private, tra cui alcune realizzate in bronzo e poi argentate per contenere le spese.